# ライアン・ゴールド
ライアン・ゴールド（Ryan Gauld, 1995年12月16日 - ）は、スコットランド・アバディーン出身のサッカー選手。バンクーバー・ホワイトキャップス所属。ポジションはMF。

## 経歴
ダンディー・ユナイテッドFCでプロキャリアをスタートさせ、5月13日、マザーウェルFC戦でプロデビューを果たした。
2014年7月2日、ポルトガルのスポルティングCPに6年契約で移籍した。移籍金は250万ユーロ（約3億5000万円）前後とされている。
2019年7月、SCファレンセに2年契約で移籍した。

## 代表歴
スコットランド代表として各年代でプレーした。

## 個人成績

### クラブでの出場記録
| クラブ                     | シーズン | リーグ                         | リーグ | リーグ | FAカップ | FAカップ | リーグ・カップ | リーグ・カップ | ヨーロッパ | ヨーロッパ | 通算 | 通算 |
| クラブ                     | シーズン | ディビジョン                   | 出場   | 得点   | 出場     | 得点     | 出場           | 得点           | 出場       | 得点       | 出場 | 得点 |
| -------------------------- | -------- | ------------------------------ | ------ | ------ | -------- | -------- | -------------- | -------------- | ---------- | ---------- | ---- | ---- |
| ダンディー・ユナイテッドFC | 2011-12  | スコティッシュ・プレミアリーグ | 1      | 0      | 0        | 0        | 0              | 0              | 0          | 0          | 1    | 0    |
| ダンディー・ユナイテッドFC | 2012-13  | スコティッシュ・プレミアリーグ | 10     | 1      | 1        | 0        | 0              | 0              | 0          | 0          | 11   | 1    |
| ダンディー・ユナイテッドFC | 2013-14  | スコティッシュ・プレミアシップ | 31     | 6      | 4        | 1        | 3              | 1              | —          | —          | 38   | 8    |
| 総通算                     | 総通算   | 総通算                         | 42     | 7      | 5        | 1        | 3              | 1              | 0          | 0          | 50   | 9    |